# Krystyna Tustanowska
Krystyna Tustanowska, z domu Findeisen (ur. 10 stycznia 1909 w Białej pod Rzeszowem, zm. 10 grudnia 1994 w Kaliszu) – pedagog i filolog, wieloletnia nauczycielka kaliskich szkół średnich, podająca się za uczestniczkę akcji podziemnej Armii Krajowej: zamachu na Franza Kutscherę oraz odbicia "Rudego", przeprowadzonych w czasie okupacji niemieckiej.

## Pochodzenie i rodzina
Urodziła się w majątku Biała pod Rzeszowem. Jej dziadkiem był pochodzący z Saksonii Gustaw Adolf Findeisen (1834-1885), polski działacz patriotyczny, organizator kolejnictwa na ziemiach Królestwa Polskiego, związany z Leopoldem Kronenbergiem i jego Koleją Warszawsko-Wiedeńską. Jej rodzicami byli Władysław (1872-1923) i Maria zd. Bobrowska (1876-1946), pianistka, w domu której podczas II wojny przechowywano serce Chopina; ojciec Marii, Roman Bobrowski (1839-1905) był oficerem powstańczych wojsk w 1863 roku.
Trójka jej stryjecznych braci zginęła w czasie powstania warszawskiego (1944): Stanisław oraz rodzeństwo Andrzej i Krystyn. Czwarty, Władysław Findeisen (brat Stanisława) również brał udział w powstaniu, po wojnie został profesorem i rektorem Politechniki Warszawskiej oraz senatorem RP.
Jej ciotką była Jadwiga z Findeisenów Pawińska, działaczka społeczna i charytatywna, członkini Rady Naczelnej Narodowej Organizacji Kobiet.
Jej mężem był Jan Tustanowski (1902-1955), który podczas kampanii wrześniowej służył w 11 Dywizjonie Artylerii Przeciwlotniczej, po wojnie został w Wielkiej Brytanii i tam zmarł; zajmował się lotnictwem. Z małżeństwa pochodziła córka Małgorzata (ur. 1936).

## Życiorys
Krystyna Findeisen ukończyła warszawską Szkołę Główną Handlową, potem wyjechała do Londynu, gdzie kontynuowała naukę języka angielskiego. Po studiach, do wybuchu II wojny światowej we wrześniu 1939 pracowała w Polskim Radio jako ekspert języków obcych. W czasie okupacji prawdopodobnie uczestniczyła w tajnym nauczaniu. 
Po zakończeniu wojny (1945) zamieszkała w Kaliszu (jej matka była uczennicą związanego z tym miastem Henryka Melcera), gdzie rozpoczęła pracę jako nauczyciel języka angielskiego, wpierw w technikach mechanicznym i ekonomicznym, później w Liceum sióstr nazaretanek, w II Liceum im. T. Kościuszki, a w latach 1950-1968 w  I Liceum im. A. Asnyka, gdzie od 1960 była również zastępcą dyrektora.
Zmarła 10 grudnia 1994 w Kaliszu. Została pochowana w rodzinnym grobowcu na Powązkach w Warszawie.
W 1979 została odznaczona Krzyżem Kawalerskim Orderu Odrodzenia Polski, a także uhonorowana odznaką "Zasłużony dla Miasta Kalisza" (1992).

## Rzekomy udział w akcjach AK
W 1974 roku Krystyna Tustanowska otrzymała legitymację Krzyża Armii Krajowej wystawioną przez Koło byłych Żołnierzy Armii Krajowej w Londynie, gdzie wpisano pseudonim "Tina" oraz jako przydział "Służba Zdrowia Kedyw / Oddział Warszawa".
W niedatowanym, własnoręcznie spisanym życiorysie (przechowywany wraz z innymi dokumentami Światowego Związku Żołnierzy Armii Krajowej w zbiorach Fundacji Generał Elżbiety Zawackiej, teczka osobowa nr 4892/WSK) Krystyna Tustanowska podała, że podczas niemieckiej okupacji brała udział w tajnym nauczeniu, nie pamięta kiedy została zaprzysiężona (w konspiracji), przez kogo, ani w jakiej organizacji, była łączniczką, donosiła broń na miejsce akcji likwidowania zdrajców lub Niemców, brała również udział w akcjach zamachu na Franza Kutscherę, odbicia "Rudego" i wysadzenia pociągu w Celestynowie; po powstaniu warszawskim przebywała w obozie w Pruszkowie, stamtąd dostała się do Milanówka, gdzie nawiązała kontakt z gen. Okulickim; była poszukiwana przez sowieckie NKWD, po czym osiadła w Kaliszu.
W swoim życiorysie podała, że wszystkie osoby, z którymi pracowała w czasie wojny zmarły, albo nie zna ich adresów i nie może przedstawić żadnych świadków.
W dniu 16 czerwca 1989 złożyła deklarację o przyjęcie w poczet członków Światowego Związku Żołnierzy Armii Krajowej. Na podstawie tej deklaracji oraz karty weryfikacyjnej, powtarzających okoliczności wymienione wcześniej w pisemnym życiorysie K. Tustanowskiej, Komisja Weryfikacyjna ŚZŻAK Okręg Wielkopolski w Poznaniu orzekła 21 listopada 1990 o przyjęciu K. Tustanowskiej w poczet członków ŚZŻAK.

## Opinia środowisk kombatanckich
W piśmie z 9 czerwca 1993, adresowanym do Okręgu Wielkopolskiego ŚZŻAK, Przewodniczący i Sekretarz Okręgu Warszawa ŚZŻAK Środowisko Baonu "Zośka" napisali:

(...) Pani Krystyna Tustanowska nie występuje w odtworzonej ewidencji Batalionu "Zośka". Myli się także Pani Tustanowska, że składała przysięgę w komórce dywersyjnej KEDYWU w 1940 roku, albowiem KEDYW powstał w drugiej połowie 1942 roku.
Nie brała też udziału Pani Tustanowska w akcjach zbrojnych:
- Odbicia Janka Bytnara ps. "Rudy", czego dowodzi fakt, że dowódca tej akcji, żyjący Stanisław Broniewski ps. "Orsza" nie wymienia Pani Tustanowskiej w swej książce pod tytułem "Akcja pod Arsenałem",
- Wysadzenia pociągu w Celestynowie, albowiem była to akcja uwolnienia więźniów z transportu kolejowego, a lista uczestników jest znana i nie ma w niej żadnej kobiety,
- Zamachu na gen. Kutscherę, albowiem dokumentacja tej akcji jest znana i Pani Tustanowska na liście uczestników akcji nie występuje, co mogą potwierdzić dwie żyjące jeszcze uczestniczki akcji.

W piśmie z 18 lipca 1993 r. Okręg Wielkopolski ŚZŻAK informował K. Tustanowską:

Środowisko Szarych Szeregów i Baonu Zośka nie potwierdza deklarowanej przez Panią działalności kombatanckiej.

W kolejnym piśmie Okręgu Wielkopolskiego ŚZŻAK z 30 maja 1994 r., adresowanym do Oddziału Kaliskiego ŚZŻAK, napisano :

Nadal brak potwierdzenia działalności kol. Tustanowskiej wiarygodnymi dokumentami. Posiadane przez nią dokumenty (deklaracja, życiorys i legitymacja Nr 13319 Krzyża Armii Krajowej) nie dają podstaw do wystąpienia z wnioskiem o uprawnienia kombatanckie. Ponadto podany przez kol. Tustanowską udział w akcjach sztandarowych w Warszawie został zanegowany przez ŚZŻAK Środowisko Baonu „Zośka”.

## Oddźwięk
Po śmierci Krystyny Tustanowskiej, w wielkopolskim dodatku "Gazety Wyborczej" 13 grudnia 1994 ukazała się notka pt. Śmierć łączniczki, w której napisano: 

W wieku 85 lat zmarła w sobotę w Kaliszu prof. Krystyna Tustanowska (ps. Tina), łączniczka AK. Brała udział m.in. w akcji pod Arsenałem, w zamachu na Kutscherę i w akcji wysadzania pociągu w Celestynowie. Krystyna Tustanowska od 1940 roku walczyła w Kedywie. Po powstaniu warszawskim ścigana przez gestapo, a po wojnie przez NKWD, trafiła do Kalisza.

Podobnej treści artykuł został opublikowany również 9 stycznia 1995 w "Gazecie Stołecznej", tj. w warszawskim lokalnym dodatku "Gazety Wyborczej".
W piśmie z datą 18 stycznia 1995, pisanym na adres "Gazety Wyborczej" i jej wielkopolskiego dodatku, przedstawiciele Okręgu Warszawa ŚZŻAK Środowisko Baonu "Zośka" ponownie zaprzeczyli udziałowi K. Tustanowskiej w wymienionych akcjach AK. 
Informacje o udziale K. Tustanowskiej w zamachu na Kutscherę i w akcji odbicia "Rudego" zaczęły ukazywać się m.in. na stronach Stowarzyszenia Wychowanków Gimnazjum i Liceum im. Adama Asnyka, w lokalnych mediach, np. w gazecie "Życie Kalisza", w mediach ogólnopolskich, np. na portalu Polskiego Radia, w wydawnictwach instytucji samorządowych, a także na portalach o tematyce historycznej.
Żadna z tych publikacji nie podaje jakichkolwiek szczegółów działalności K. Tustanowskiej w akowskiej konspiracji.
Nazwiska K. Tustanowskiej nie wymieniają autorzy całościowych opracowań zbrojnych akcji polskiego podziemia w Warszawie: Tomasz Strzembosz (Akcje zbrojne podziemnej Warszawy 1939-1944, wyd. PIW, 1978; Oddziały szturmowe konspiracyjnej Warszawy 1939-1944, wyd. PWN, 1983), Henryk Witkowski ("Kedyw" Okręgu Warszawskiego Armii Krajowej w latach 1943-1944, wyd. Instytut Wydawniczy Związków Zawodowych, 1984), ani Andrzej Kunert (Słownik biograficzny konspiracji warszawskiej 1939-1944, tomy 1-3, wyd. PAX, 1987-1991).